# Oded Schramm

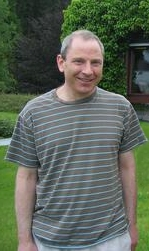
Oded Schramm

Oded Schramm (hebräisch עודד שרם; * 10. Dezember 1961 in Jerusalem; † 1. September 2008 am Guye Peak in Washington) war ein israelischer Mathematiker und mathematischer Physiker, der sich vor allem mit mathematischer statistischer Physik, Kombinatorik, konformen Abbildungen und Wahrscheinlichkeitstheorie beschäftigte. Er ist für die Einführung der Schramm-Löwner-Evolution bekannt.

## Leben
Schramm studierte an der Hebräischen Universität in Jerusalem, wo er 1987 seinen Master-Abschluss in Mathematik machte und danach in die Vereinigten Staaten ging. 1990 promovierte er bei William Thurston an der Princeton University über (Kreis-)Packungen und konforme Abbildungen (Packing two dimensional bodies with prescribed combinatorics and applications to the construction of conformal and quasiconformal mappings). Von 1990 bis 1992 war er an der University of California, San Diego, und von 1992 bis 1999 am Weizmann-Institut für Wissenschaften. Von 1999 an war er Senior Researcher in Mathematik bei Microsoft Research in Redmond.
Schramm war passionierter Bergwanderer und starb bei einem Unfall bei einer Wanderung am Guye Peak. Er war verheiratet und hatte zwei Kinder.

## Werk
Noch in Verfolgung von Themen aus seiner Doktorarbeit bewies er mit Z.-X. He den abzählbaren Fall einer Vermutung von Paul Koebe über die konforme Uniformisierung mehrfach zusammenhängender Gebiete durch von Kreisen begrenzte Gebiete.
Schramm führte die Methode der stochastischen Löwner-Evolution (Stochastic Löwner Evolution, SLE, auch Schramm-Löwner-Evolution) ein. Dabei baute er auf Arbeiten von Charles Loewner (1893–1968) in der Theorie konformer Abbildungen auf. Die stochastische Löwner-Evolution ist eine einparametrige Familie (Cluster) von Wegen in der komplexen Zahlenebene mit einer stochastischen Erzeugungsvorschrift, mit deren Hilfe zahlreiche stochastische Geometrien beschrieben werden können, die sehr sensitiv vom Wert des Parameters (einer Art Diffusionsrate) {\displaystyle \kappa } der {\displaystyle SLE_{\kappa }} abhängen. Mit ihrer Hilfe konnten von ihm und anderen die konforme Invarianz und die Existenz des Skalierungs-Grenzwerts einiger zweidimensionaler Gittermodelle der statistischen Mechanik (am kritischen Punkt) gezeigt werden, u. a. bei verschiedenen Formen zweidimensionaler Perkolation, bei „loop erased random walk“ (auch „uniform spanning trees“) und bei selbstmeidenden Irrfahrten. In der Theorie der Phasenübergänge zweidimensionaler Systeme waren konforme Feldtheorien von Physikern besonders in den 1980er Jahren viel verwendet worden. Schramm eröffnete mit seinen SLE die Möglichkeit, dazu die strengen mathematischen Grundlagen zu legen. Häufig arbeitete er dabei mit Gregory F. Lawler und Wendelin Werner, der für Arbeiten aus diesem Umfeld die Fields-Medaille erhielt. Unter anderem bewiesen sie auch eine Vermutung von Benoît Mandelbrot, dass die fraktale Dimension der Randbereiche zweidimensionaler Brownscher Bewegung 4/3 ist.

## Ehrungen
Schramm erhielt 1996 den Anna-und-Lajos-Erdős-Preis in Mathematik, 2001 den Salem Prize, 2002 den Clay Research Award, 2003 den Henri-Poincaré-Preis und den Loève-Preis, 2006 den Polya-Preis der SIAM (mit Gregory Lawler und Wendelin Werner) und 2007 den Ostrowski-Preis. Er hielt Plenarvorträge auf dem 4. Europäischen Mathematikerkongress 2004 (Emergence of symmetry: conformal invariance in scaling limits of random systems) und auf dem Internationalen Mathematikerkongress 2006 in Madrid (Conformally invariant scaling limits: an overview and a collection of problems). Nach dem Nachruf der New York Times hätte er fast mit Sicherheit für seine Arbeiten die Fields-Medaille 2002 erhalten (wie Werner 2006), wenn diese nicht auf Mathematiker von höchstens 40 Jahren begrenzt gewesen wäre. 2008 wurde er in die Königlich Schwedische Akademie der Wissenschaften gewählt.

## Schriften
- Itai Benjamini, Olle Häggström (Hrsg.): Selected Works of Oded Schramm. Springer 2011.
- Scaling limits of loop-erased random walks and uniform spanning trees. In: Israel Journal of Mathematics. Band 118, 2000, S. 221–288 (Arxiv).
- Conformally invariant scaling limits: an overview and a collection of problems (ICM 2006).